# Luffa aegyptiaca

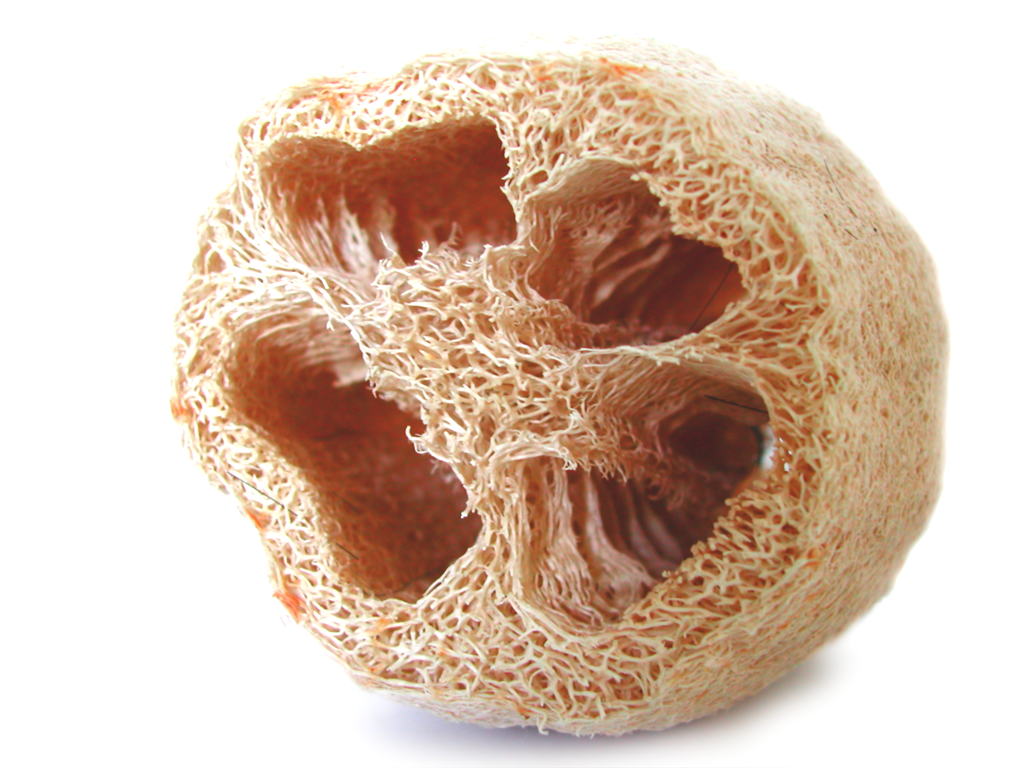
El esqueleto fibroso de la fruta que se usa como esponja de baño. La fibra es el xilema. Tiene una textura basta y muy duradera.

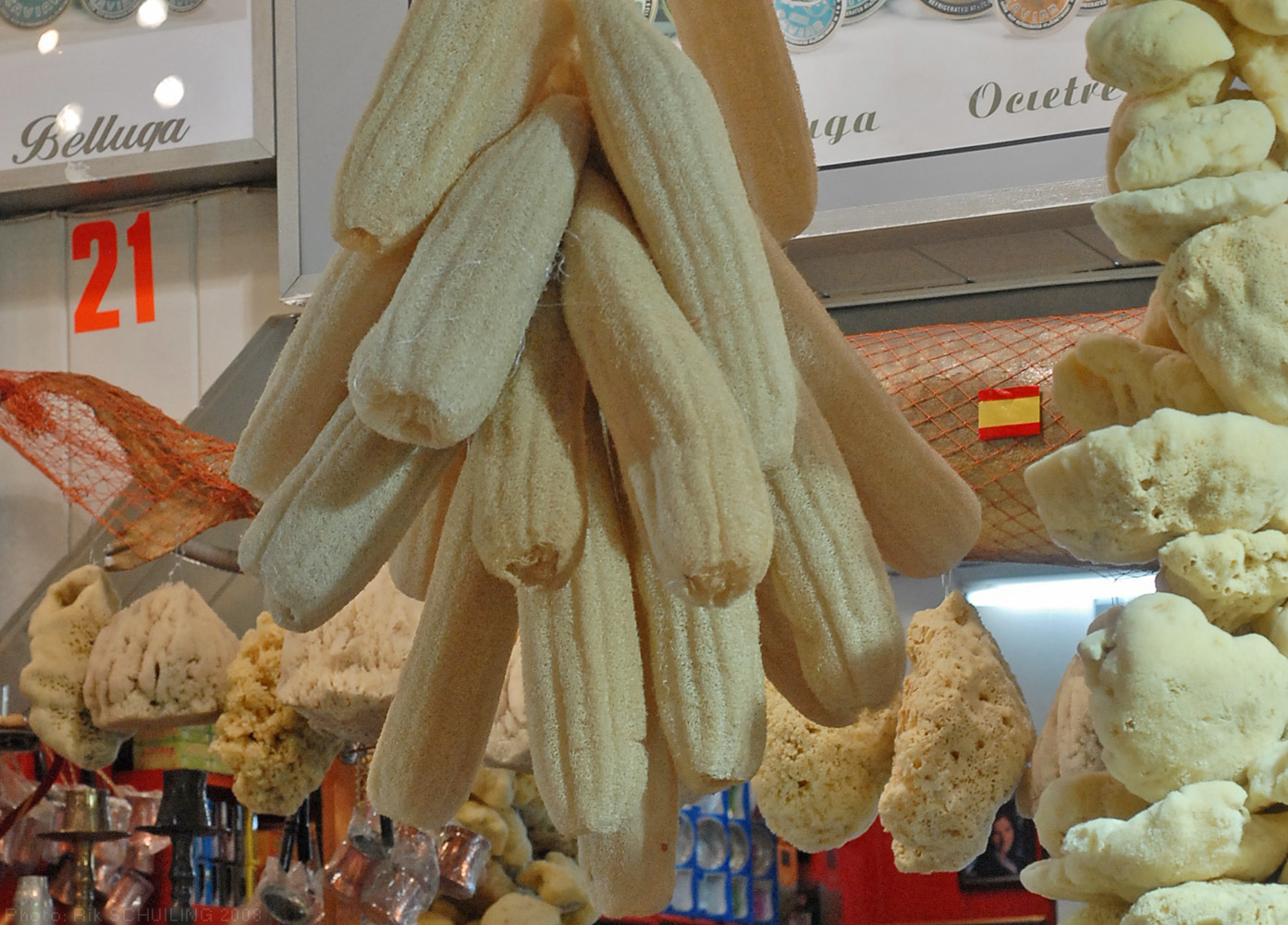
Esponjas vegetales en venta en un bazar al lado de esponjas de origen animal (Spice Bazaar, Estambul, Turquía, 2008).

Luffa aegyptiaca es una especie de curcubitacea cultivada por su fruto. La fruta inmadura es consumida como verdura de estación en forma similar a un calabacín o zapallito, y en Asia generalmente se cultiva para tal fin. Al contrario de la fruta inmadura, la fruta madura es muy fibrosa y se usa para hacer esponjas de baño exfoliantes, conocidas como esponjas vegetales. Recibe los nombres de estropajo, zacate, esponja, o patola en el español filipino.
También recibe el nombre de lufa lisa para diferenciarla de la lufa angulosa (Luffa acutangula), que es otra especie de lufa utilizada con los mismos propósitos.

## Descripción
Es una planta anual, originaria del sur y sureste asiático (en vietnamita es denominada mướp hương). Al ser una planta tropical requiere abundante calor y humedad para desarrollarse. Es una planta trepadora que crece mejor si se le proporciona un soporte donde crecer. Las frutas, que miden cerca de 30 centímetros, se desarrollan mejor si la planta está trepada a un soporte. 
A veces se cultiva con fines ornamentales ya que posee grandes flores amarillas de las que se desarrollarán los frutos.

## Taxonomía
Luffa aegyptiaca fue descrita por Philip Miller y publicado en The Gardeners Dictionary: eighth edition 1, en 1768.

#### Etimología
Ver: Luffa
aegyptiaca: epíteto geográfico que alude a su localización en Egipto, debido a que, a principios del siglo XVIII, los botánicos europeos la conocieron en este país. La primera vez que aparece representada en la literatura botánica europea es en 1706 de la mano del botánico francés Joseph Pitton de Tournefort que la denominó Luffa Arabum.